# James Bjorken
James Daniel "BJ" Bjorken (Chicago, 22 de junho de 1934 – 7 de agosto de 2024) foi um físico estadunidense.

## Trabalho
Bjorken descobriu em 1968 o que é conhecido como escala de cone de luz (ou escala de Björken), um fenômeno no espalhamento inelástico profundo de luz em partículas de forte interação, conhecidas como hádrons (como prótons e nêutrons): Os hádrons observados experimentalmente se comportam como coleções de constituintes pontuais virtualmente independentes quando sondados em altas energias.
As propriedades desses hádrons escalam, ou seja, são determinadas não pela energia absoluta de um experimento, mas, em vez disso, por quantidades cinemáticas adimensionais, como um ângulo de espalhamento ou a razão entre a energia e uma transferência de momento. Como o aumento da energia implica uma resolução espacial potencialmente melhorada, a escala implica independência da escala de resolução absoluta e, portanto, efetivamente uma subestrutura pontual.
Essa observação foi crítica para o reconhecimento de quarks como partículas elementares reais (em vez de apenas construções teóricas convenientes) e levou à teoria das interações fortes conhecida como cromodinâmica quântica, onde foi entendida em termos da propriedade de liberdade assintótica. Na imagem de Bjorken, os quarks tornam-se objetos observáveis semelhantes a pontos a distâncias muito curtas (altas energias), mais curtos que o tamanho dos hádrons.
Bjorken também descobriu a regra da soma de Bjorken, a regra prototípica da soma de spin da QCD. Ele afirma que no domínio de escala de Björken, a integral da função da estrutura de spin do próton menos a do nêutron é proporcional à carga axial do núcleo. Especialmente: {\displaystyle \int _{0}^{1}dx(g_{1}^{p}(x)-g_{1}^{n}(x))=g_{A}/6} onde é a variável de escala de Björken, {\displaystyle g_{1}^{p(n)}(x)}  é a primeira função de estrutura de spin do próton (nêutron), e é a carga axial do núcleo que caracteriza o decaimento β do nêutron. A regra da soma foi verificada experimentalmente com uma precisão superior a 10%.
Bjorken também foi um dos primeiros a apontar os fenômenos de extinção de jatos em colisões de íons pesados em 1982.
Richard Feynman posteriormente reformulou esse conceito no modelo parton, usado para entender a composição dos quarks dos hádrons em altas energias.  As previsões da escala de Bjorken foram confirmadas nos experimentos de eletroprodução do início dos anos 1960 no SLAC, nos quais os quarks foram vistos pela primeira vez. A ideia geral, com pequenas modificações logarítmicas, é explicada na cromodinâmica quântica por "liberdade assintótica".
Bjorken foi co-autor, com Sidney Drell, de um livro clássico sobre mecânica quântica relativística e campos quânticos.

## Publicações

### Livros
- J.D. Bjorken, S. Drell (1964). Relativistic Quantum Mechanics. [S.l.]: McGraw-Hill. ISBN 0-07-005493-2
- J.D. Bjorken, S. Drell (1965). Relativistic Quantum Fields. [S.l.]: McGraw-Hill. ISBN 0-07-005494-0

### Artigos
- J.D. Bjorken (1969). «Asymptotic Sum Rules at Infinite Momentum». Physical Review. 179: 1547–1553. doi:10.1103/PhysRev.179.1547